# Celidota splendens
Celidota splendens är en skalbaggsart som beskrevs av Waterhouse 1880. Celidota splendens ingår i släktet Celidota och familjen Cetoniidae. Inga underarter finns listade.